# Aguilar de Campoo
Aguilar de Campoo er en spansk by i provinsen Palencia i den autonome region Castilien og Leon. Byen ligger tæt på floden Pisuerga, og havde i 2019 6.744 indbyggere.
18. etape af Vuelta a España 2012 havde start i Aguilar de Campoo, mens 9. etape af løbet i 2020 havde målstreg her.